# 쿠겔

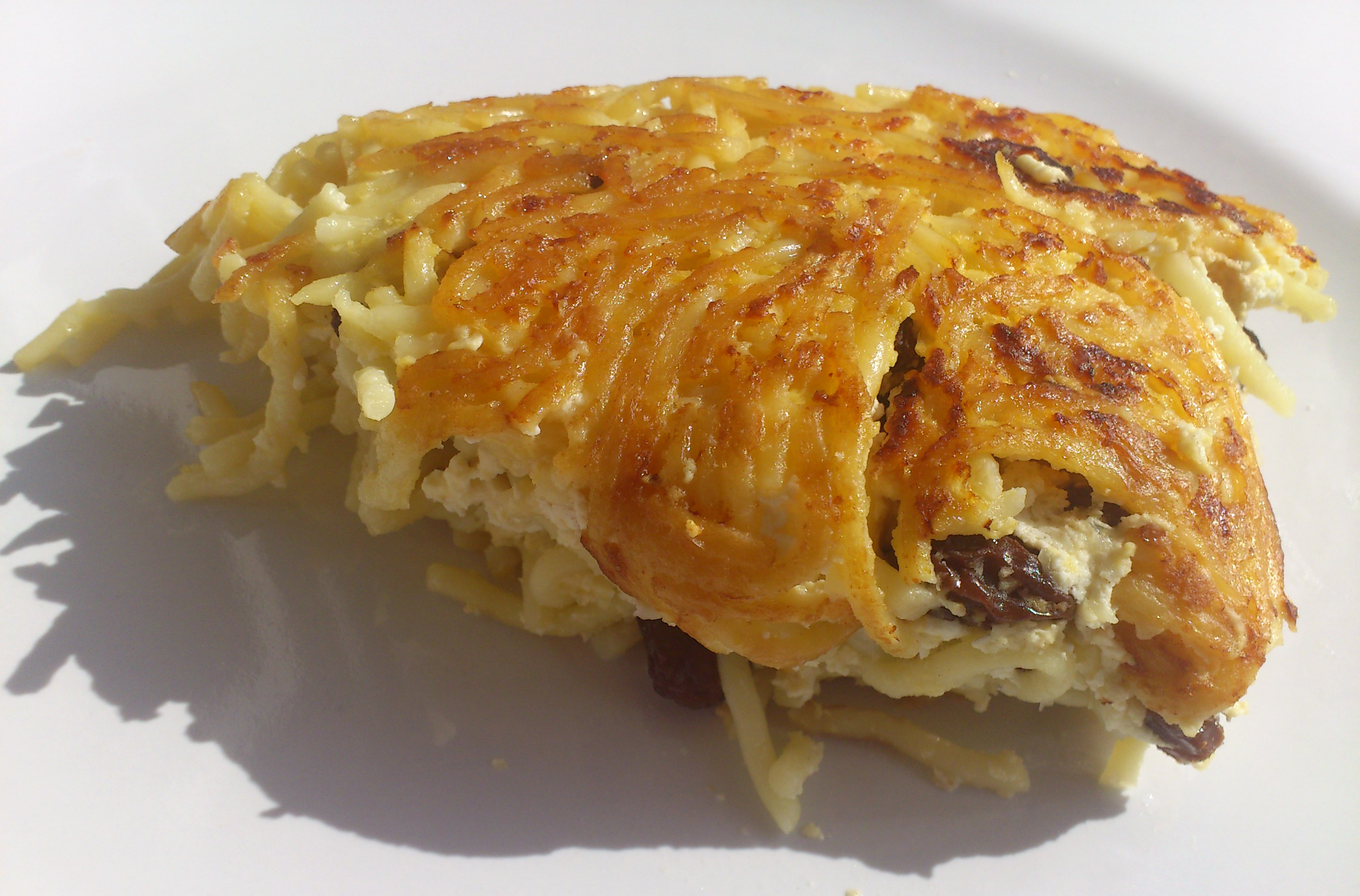

쿠겔(Kugel, 이디시어: קוגל kugl, 발음[ˈkʊɡl̩])은 구운 캐서롤로, 가장 일반적으로 로크셴(lokshen, לאָקשן קוגל lokshen kugel) 또는 감자로 만든다. 안식일과 유대교 휴일에 종종 제공되는 전통적인 아슈케나지 유대인 요리이다. 미국 유대인들도 추수감사절 저녁 식사로 제공한다.

## 어원
이 요리의 이름은 '구, 구체, 공'을 의미하는 중세 고지 독일어 kugel에서 유래했다. 따라서 이디시어 이름은 원래 요리의 둥글고 부풀어 오른 모양에 대한 참조로 유래되었을 가능성이 높다(반지 모양의 케이크 유형인 독일의 구겔후프와 비교). 그러나 오늘날 쿠겔은 종종 사각형 팬에서 구워진다.

## 같이 보기
- 이스라엘 요리